# Clint Eastwood
Clint Eastwood, född Clinton Eastwood, Jr. den 31 maj 1930 i San Francisco, Kalifornien, är en amerikansk skådespelare, regissör och filmproducent. Han har tilldelats fem Oscarsstatyetter, bland annat för bästa regi för De skoningslösa. Han har också varit politiskt engagerad.

## Biografi
Eastwood slog igenom i TV-serien Prärie (Rawhide i original; 1959–1966), där Eastwoods rollfigur fick allt större plats allteftersom. Innan var Eastwood med i Monstret tar hämnd (1955) och Giftspindeln (1955) som anses B-filmer. Framgångarna fortsatte med För en handfull dollar, en så kallad spaghetti-western, regisserad av Sergio Leone. Den följdes upp med För några få dollar mer och Den gode, den onde, den fule.
1971 spelade Eastwood huvudrollen i Dirty Harry, den självsvåldige och våldsamme San Francisco-polisen Harry Callahan. På den följde fyra uppföljare. Den fjärde Harry-filmen, Sudden Impact (1983), blev mest framgångsrik. Eastwood regidebuterade 1971 med skräckthrillern Mardrömmen (Play Misty for Me).
1992 blev De skoningslösa (The Unforgiven), som Eastwood också regisserade, en succé. Filmen nominerades till nio Oscar, bland dem bästa film och bästa regi. 
Efter De skoningslösa har Eastwood blivit mer accepterad som regissör, med A Perfect World (1993) och Broarna i Madison County (1995) som största framgångar. Även som skådespelare i rollen som åldrad macho-man har han spelat i filmer som I skottlinjen (1993) och Space Cowboys (2000). Vid 2005 års Oscarsgala vann hans Million Dollar Baby fyra statyetter, inklusive bästa film och bästa regi. Filmen Gran Torino från 2008 är hans näst mest framgångsrika och spelade in nära 270 miljoner dollar fram till mars 2009.

## Politik
1986 gjorde Eastwood en kort karriär som lokalpolitiker och var i två år partipolitiskt oberoende ("non partisan") borgmästare i sin hemstad Carmel-by-the-Sea. Inför presidentvalet 1952 registrerade sig den unge Eastwood som republikan, men han har därefter ömsom stött såväl republikanska som demokratiska politiker, bland dem Kaliforniens förre demokratiske guvernör Gray Davis och 2012 den republikanske presidentkandidaten Mitt Romney. Hans libertarianska levnadsfilosofi kan sammanfattas med de ord han själv uttalat: "Lämna folk i fred och låt dem leva som de vill". Därför ser han sig heller inte som konservativ. Numera är han registrerad som libertarian.

## Privatliv och uppväxt

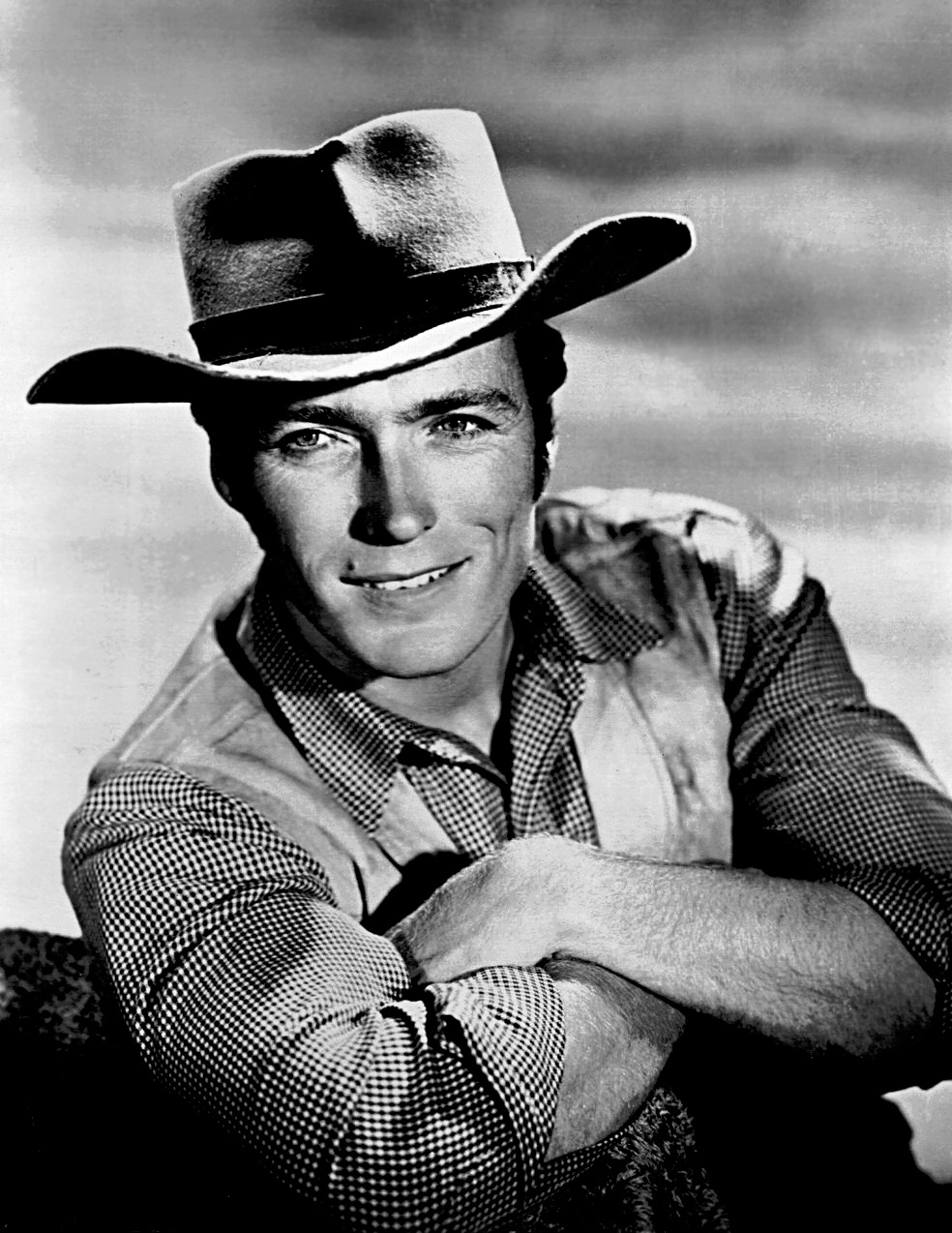
Clint Eastwood i Rawhide 1961.

Eastwood föddes i San Francisco som son till Clinton Eastwood Sr. (1906–1970) och Ruth (född Runner, senare omgift Wood, 1909–2006). Fadern arbetade som tillverkningschef på pappersföretaget Georgia-Pacific och modern sedermera som tjänsteman på IBM. Familjen som också bestod av en yngre syster bosatte sig i Piedmont runt år 1940. 
Eastwood gifte sig 1953 med Maggie Johnson, men äktenskapet var inte lyckligt och de var ofta separerade. Eastwood hade en affär med Roxanne Tunis, som födde Eastwoods första barn 1964. Han fick sedan två barn med sin fru innan de skildes 1984.
I mitten av 1970-talet inledde Eastwood ett förhållande med Sondra Locke som varade i runt 14 år. De syntes i ett flertal filmer tillsammans. De fick inga barn ihop. Han hade också ett förhållande med Jacelyn Reeves, vilket resulterade i två barn, varav det ena är skådespelaren Scott Eastwood. Under några år i början av 1990-talet var han tillsammans med skådespelerskan Frances Fisher.
Han inledde sedan en relation med Dina Eastwood (född Dina Ruiz 1965) som han gifte sig med 1996. Paret skilde sig 2014.
Totalt har Eastwood åtta barn, födda mellan 1954 och 1996, med sex olika kvinnor. Bland fyra av dessa barn märks Kyle, Alison, Scott och Francesca Eastwood, som på eller annat sätt, är involverade i nöjes- och societetsbranschen.

## Priser och nomineringar
Det var först vid Oscarsgalan 1993, då De skoningslösa nominerades till nio Oscar, och erhöll fyra, som Eastwood accepterades som regissör. Trots detta så har han tidigare nominerats till Guldpalmen.

### Oscar
Vunna

Bästa film

Oscarsgalan 2005 - Million Dollar Baby

Oscarsgalan 1993 - De skoningslösa

Bästa regi

Oscarsgalan 2005 - Million Dollar Baby

Oscarsgalan 1993 - De skoningslösa

Irving G. Thalberg Memorial Award

Oscarsgalan 1994 - Irving G. Thalberg Memorial Award
Nominerad

Bästa film

Oscarsgalan 2015 - American Sniper

Oscarsgalan 2007 - Letters from Iwo Jima

Oscarsgalan 2004 - Mystic River

Bästa regi

Oscarsgalan 2007 - Letters from Iwo Jima

Oscarsgalan 2004 - Mystic River

Bästa manliga huvudroll

Oscarsgalan 2005 - Million Dollar Baby

Oscarsgalan 1993 - De skoningslösa

## Filmografi
Eastwood har medverkat i över 50 filmer över sin karriär, som skådespelare, regissör, producent och kompositör. Han har även medverkat i flera TV-serier, bl.a. spelade han huvudrollen i TV-serien Rawhide. Han regisserade sin första film 1971 och debuterade officiellt som producent 1982, med filmen Firefox. Men han hade i praktiken varit medproducent sedan Häng dom högt 1968, dock utan att omnämnas i sluttexterna. Eastwood har även bidragit med filmmusik, som artist, kompositör och textförfattare. De flesta produktioner Eastwood har medverkat i tillhör genrerna western, action och drama. Enligt webbplatsen Box Office Mojo har Eastwoods filmer inbringat 1,68 miljarder amerikanska dollar enbart i USA. Detta ger ett snitt på 37 miljoner per film.

## Diskografi
- "Unknown Girl" (singel, 1961)
- "Rowdy" (singel)
- "For You, For Me, For Evermore" (singel)
- "Rawhide's Clint Eastwood Sings Cowboy Favorites" (LP)
- "Paint Your Wagon" (soundtrack, 1969)
- "Cowboy in a Three Piece Suit" (singel, 1981)